# مسجد الظويهرة
مسجد الظويهرة هو مسجد تاريخي في محافظة الدرعية يعود لعهد الدولة السعودية الأولى.

## الموقع
يقع مسجد الظهويرة في حي البجيري التاريخي بالدرعية وعلى مسافة نحو 10 كيلومتر شمال غرب مدينة الرياض.

## نبذة
الظويهرة تصغير لكلمة "ظهرة" من ظهور الشيء، فإذا اردت الظهور والخروج من حي البجيري إلى الأحياء الأخرى يكون المسجد في المنتصف. يُعد المسجد منارة علمية وثقافية لأهالي حي البجيري في فترة الدولة السعودية الأولى، حيث أقيمت في المسجد حلقات من قبل الشيخ سعد الطويل وعبدالله بن عواد. من أشهر أئمة المسجد في عهد الدولة السعودية الأولى الشيخ عبدالعزيز بن محمد بن عيسى بن قاسم، إبراهيم بن عبدالرحمن المسيند، علي بن عبدالعزيز بن عليان، حمد بن داود، عبدالله بن محمد بن عواد، عبدالعزيز بن ناصر البريدي وغيرهم.

## المعمار
بُني المسجد على نمط الطراز النجدي ومن الطين، سُقف المسجد بخشب الأثل وسعف النخيل وتبلغ مساحته 537 م² ويتسع لحوالي 400 مصليًا، يتكون المسجد من مصلى للرجال وثلاثة أروقة وسرحة مكشوفه بالجزء الشرقي من المسجد، كما تتواجد خلوة تستخدم أحيانًا كمصلى للنساء، تقع المئذنة مربعة الشكل شمال المسجد وارتفاعها 13.5 متر.
صممت نوافذ المسجد بشكل صغير لتتناسب الظروف المناخية السائدة بالمنطقة، يحتوي بيت الصلاة على 6 نوافذ مستطيلة ذات عقود مثلثة، بالإضافة إلى 4 نوافذ مربعة تطل على ممر المسجد بينما تحتوي الخلوة على 9 نوافذ مستطيلة الشكل.